# Team Race
Das Team Race (auch Teamrennen oder Teamsegeln genannt) ist eine beliebte Form des Jollen- und Yachtrennens. Zwei Teams treten in einem Rennen gegeneinander an, wobei jedes Team zwei bis vier Boote derselben Klasse segelten. Das Siegerteam wird durch die Kombination der Zieldurchgang-Ergebnisse der Boote beider Teams ermittelt. Dies unterscheidet sich von einem Fleet Race, bei dem Boote von drei oder mehr Seglern aus in der Regel unterschiedlichen Vereinen gegeneinander antreten und die Ergebnisse der Boote jedes Seglers aller Wettfahrten addiert werden, um seine Gesamtposition zu bestimmen.

## Geschichte des Team Racing

### Anfänge
Das erste aufgezeichnete internationale Teamrennen war die British-American Cup-Serie der 6-Meter-Klasse (vier Boote pro Seite). Es wurde erstmals 1921 in Cowes als Ergebnis einer britischen Herausforderung gesegelt und Großbritannien gewann mit 4:3. Die Serie wurde alle zwei Jahre ausgetragen bis zum Zweiten Weltkrieg. Sie wurde 1955 eingestellt, weil die Kosten für die 6mR-Yachten eskalierten und das Interesse nachließ, da die 6mR-Klasse 1952 ihren Olympiastatus verlor.

### International 14-Klasse
Die International 14-Klasse war schon immer sehr an Mannschaftsrennen interessiert. Das erste aufgezeichnete Teamrennen fand 1926 statt, als der Trent Sailing Club den Royal Norfolk & Suffolk Yacht Club zu einem 3-gegen-3-Boote Team Race in der National 14 herausforderte (der internationale Status der Klasse wurde erst 1928 verliehen) und damit den Trent Inland Waters Challenge Cup ins Leben rief.

### USA
In den USA wurde 1930 die heutige Inter-Collegiate Sailing Association (ICSA) als ICYRA gegründet. Das College-Jollensegeln in den USA erlebte zwischen 1934 und 1936 eine Blütezeit, als Princeton mit seinen „Tiger“-Jollen (1934) die Initiative ergriff. In den 1930er Jahren kamen die ersten Teamrennen zwischen einzelnen Colleges auf. Dabei trafen sich 2 bis 4 Colleges, die jeweils 2 bis 5 Boote an den Start brachten. Eine regionale Meisterschaft im Team Racing im Viererformat fand erstmals 1950 in Neuengland statt. Es ging um die Leonard M. Fowle Trophy – eine separate Trophäe von der neuen Fowle Trophy, die an das beste College bei allen sechs nationalen ICSA-Meisterschaften verliehen wird. Seit dieser Zeit entwickelte sich Team Race zunehmend zu einer eigenständigen Disziplin im Segelsport.

### Optimist
Im Jahr 1983 führte die Bootsklasse Optimist (für Junioren unter 16) bei ihren Weltmeisterschaften Team Racing ein und bei ihren nationalen, regionalen und Weltmeisterschaften finden Vierer-Teamrennen statt. An der Weltmeisterschaft 2022 nahmen 48 Nationalmannschaften teil. Seit 2008 eine separate Europameisterschaft im Teamrennen für die sechzehn besten europäischen Nationalteams ausgetragen.

### West Kirby Sailing Club
Als Vorreiter im Team Race gilt der englische West Kirby Sailing Club, in der Hafenstadt West Kirby, Metropolitan Borough of Wirral, Merseyside der seit Jahren die Englische Meisterschaft im Team Race veranstaltet. Er hat den Ruf des Wimbledon des Team Racing. Viele Innovationen dieses Vereins wie Direct Judging (Schiedsrichter auf dem Wasser), farbige Boote und Segel (zur besseren Unterscheidung der Teams) trugen dazu bei, dass das Team Race mittlerweile international die dritte akzeptierte eigenständige Disziplin im Segelsport ist, neben Fleet Race (mindestens drei Boote segeln gegeneinander) und Match Race (zwei Yachten segeln direkt gegeneinander).
Die Wilson Trophy im West Kirby Sailing Club ist nach wie vor der jährliche Höhepunkt des Teamrennsports in Großbritannien und in gewissem Maße auch weltweit – mit Teams aus den USA, Deutschland und anderen Ländern, da das Interesse am Teamrennsport international zunahm. Das Interesse am Team Race wuchs in Großbritannien in den 1970er und frühen 1980er Jahren, als die Royal Yachting Association (RYA) eine vereinsübergreifende Meisterschaft im Mannschaftsrennsport organisierte. An diesem ersten nationalen Mannschaftsrennwettbewerb in Großbritannien und Irland im Jahr 1969 nahmen 260 Teams teil, und West Kirby gewann die Prince Philip Trophy im Farmoor Reservoir (ausgerichtet vom Oxford Sailing Club). Die Veranstaltung teilte das Land in verschiedene Zonen auf, wobei sich zwei Teams aus jeder Zone für ein nationales Finale qualifizierten. Der Wettbewerb wurde zu verschiedenen Zeiten von Little Ship (später British) Paints und Dunhill/Rothmans gesponsert und von Prinz Philip, Herzog von Edinburgh, gefördert, der an einigen der nationalen Finals teilnahm.

### 420er Jolle
Im Jahr 2015, nach zwei ersten Veranstaltungen in den Jahren 2005 und 2006, initiierte die Internationale 420er Klasse getrennt von ihren anderen Meisterschaften eine internationale Jugend-Team-Race-Meisterschaft (unter 21 Jahren) im Drei-gegen-Drei-Format.

## Zitat
„Ich hoffe sehr, dass dieser neue Team-Racing-Wettbewerb vielen begeisterten Clubs und Clubmitgliedern viele schöne Segelstunden bescheren wird. Team-Racing erfordert eine ganz andere Herangehensweise und andere Techniken, daher könnte diese Veranstaltung durchaus neue Talente entdecken. Es hat den weiteren Vorteil, dass die Teams zu anderen Clubs reisen und so andere Bedingungen und eine neue Landschaft erleben können, und sei es nur die Clubhaus-Bar. Natürlich sind die Rennen das Wichtigste, aber ich wage zu behaupten, dass es danach viel zu besprechen geben wird, und ich bin sicher, dass jeder die gesellige Seite dieser Begegnungen genießen wird.“

## Punkte-Wertung
Bei Teamrennen wird das Punktesystem mit niedriger Punktzahl verwendet. Das Boot, das als erstes ins Ziel kommt, erhält 1 Punkt, das Boot, das als zweites ins Ziel kommt, 2 Punkte und so weiter. Die Punkte, die die Boote in jedem Team erzielen, werden addiert. Das Team mit den wenigsten Punkten gewinnt. Bei den 2- und 4-Boot-Formaten gelten zusätzliche Regeln, um Gleichstände zu entscheiden.

## Gewinn- und Verlustkombinationen
Ein erfahrener Team-Steuermann weiß zu jedem Zeitpunkt des Rennens, ob sein Team gewinnt oder verliert. Die häufigsten Ergebniskombinationen sind unten aufgeführt. Ein gutes Team muss miteinander kommunizieren und kann dem Steuermann sagen, ob das Team gewinnt oder verliert, und ihm raten, welche Position er angreifen sollte, um zu gewinnen.

### 2-Boot Team Racing
Das Team mit dem letzten Platz verliert.

### 3-Boot Team Racing
2 Teams mit je 3 Boote: 1–2–3–4–5–6 Punkte beim Zieldurchgang möglich.
Die Gewinnregel lautet 10 Punkte oder weniger, was sich in den folgenden Zieldurchgängen zeigt:
- 1–2–beliebige Platzierung
- 1–3–beliebige Platzierung
- 2–3–4
- 2–3–5
- 1–4–5

### 4-Boot Team Racing
2 Teams mit je 4 Boote: 1-2-3-4-5-6-7-8 Punkte beim Zieldurchgang möglich.
Die Regel für einen sicheren Sieg lautet 17 Punkte oder weniger, was sich in den folgenden Zieldurchgängen zeigt:
- 1–2–3– beliebige Platzierung
- 1–3–4–5
- 2–3–4–5
- 1–2–6–8
- 1–3–5–8
- 1–3–6–7
- 1–4–5–7
- 2–3–5–8
- 2–3–6–7
- 2–4–5–7
- 3–4–5–6

Bei einem Unentschieden, bei dem jedes Team 18 Punkte erzielt hat (z. B. 1–2–7–8 gegen 3–4–5–6), verliert das Team mit dem ersten Platz. Dies spiegelt die Tatsache wider, dass die Steuerleute auf dem ersten (und zweiten) Platz eine schlechte Strategie zeigten, indem sie ins Ziel kamen, als ihr Team nicht gewann. Versuche, in letzter Minute noch einen Sieg zu erringen, sind zu fördern!
Bei einer Wertung nach DNF/DNS/DNC wird das betroffene Boot mit 8 Punkten gewertet. Erhält ein Boot die Wertung DSQ (Disqualifikation) werden zu den 8 Punkten 6 weitere addiert.

## Rennstrategien
(Quelle: )

### Verhalten bei sicherer Kombination
- wie beim Fleet-Race auf Speed segeln
- verteidigen der Positionen, z. B. saubere Deckung der besser platzierten Teamkollegen
- Angriffe vermeiden
- versuchen, das Feld auseinanderzuziehen, möglichst wenige Manöver segeln

### Verhalten bei Verliererkombination
- versuchen, das Feld zusammenzudrängen, viele Manöver segeln, abdrängen, 2 Gegner binden
- freie Teamsegler segeln Speed
- rechtzeitig angreifen, um eine instabile Kombination zu erlangen

### Unsicherheit über Kombination
- wenn das Team nicht sicher über die Kombination ist, auf Speed segeln
- kein Risiko eingehen, das ist nur vor dem Ziel erlaubt
- vermeiden, dass ein Gegner zwei aus dem eigenen Team bindet
- Taktik austauschen
- den Überblick nicht verlieren
- Angriff oder Verteidigung, abhängig ob sich Gewinn- oder Verlierersituation entwickelt

## Wettfahrtkurse

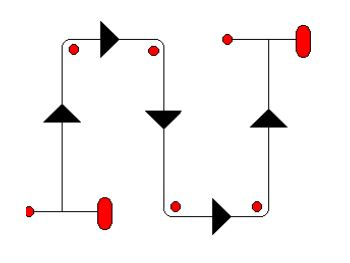
Team Race Kurs S

Für die Teamrennen werden kurze 6- bis 10-minütige Wettfahrtkurse ausgelegt. Die häufigste Kursform ist ein digitales „S“ auf der Seite, manchmal auch digitales „N“ genannt. Dies ergibt eine Startkreuz gegen den Wind zur ersten Tonne, die an Steuerbord gelassen wird, dann einen kurzen Schlag mit halbem Wind zur nächsten Tonne nach Steuerbord, einen Schlag vor dem Wind zur nächsten Tonne, die an Backbord passiert wird, einen kurzen Schlag zur nächsten Tonne mit halbem Wind, die Tonne bleibt an Backbord und dann die Zielkreuz ins Ziel.

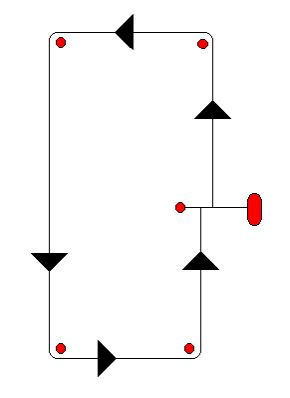
Team Race Kurs Box

Die andere Form ist der Kurs „Box“. Dies ergibt von Start/Ziel eine Kreuz zur Luv-Tonne, einen kurzen Schlag Halber Wind, Tonnenrundung, einen Vorm-Wind-Lauf, Tonnenrundung, einen kurzen Schlag halbwind, Tonnenrundung und eine Kreuz zum Start/Ziel.
Diese Kursformate legen großen Wert auf Renntaktiken, damit das Ergebnis nicht allein von der Bootsgeschwindigkeit entschieden wird.

## Schiedsrichter/Protest

Protestflagge

Seit seiner Einführung im Jahr 1987 ist Schiedsrichterwesen auf dem Wasser heute die Norm. Boote haben die Möglichkeit, nach einem selbsterkannten Verstoß einen Strafkringel (360 Grad Drehung) zu machen. Andernfalls machen sie zwei Strafkringel, wenn sie weitersegeln und von einem Schiedsrichter, so genannter Umpire, bestraft werden. Wenn ein Boot der Meinung ist, dass ein anderes in irgendeiner Situation gegen die Rennregeln des Segelns verstoßen hat, kann es „Protest“ rufen. Wenn das protestierte Boot sich nicht mit einem Strafkringel entlastet, kann das protestierende Boot „Schiedsrichter“ rufen oder eine rote Protest-Flagge (Flagge Bravo des Flaggenalphabets) zeigen. Ein Schiedsrichter auf dem Wasser wird dann fast augenblicklich eine Entscheidung treffen und jedem Boot, das bei dem Vorfall gegen eine Regel verstoßen hat, einen Strafkringel von zwei Runden (720 Grad Drehung) auferlegen.

## Wettfahrtboote
Da Teamrennen mit gleichwertigen Booten ausgetragen werden müssen, sind die beliebtesten Boote für Teamrennen Einheitsklasse-Jollen oder –Kielboote. Die am häufigsten für Teamrennen verwendeten Jollen sind Optimisten, 420er, Vanguard 15, Firefly und Flying Junior. Beliebte Kielboote für Teamrennen sind Sonar, J/24, Maxfun 24, J/70 und J/80.
In Großbritannien ist die Firefly, ein 12-Fuß-Dinghy von Uffa Fox (1898–1972), das am häufigsten verwendete Boot. Die 1-Mann-Jolle Firefly ist ideal für Teamrennen, da ihm Hochleistungsfunktionen wie Spinnaker und Trapez fehlen, die die Taktik bei Teamrennen behindern. Es hat außerdem eine gute Beschleunigung, ist sehr wendig und kann von Frauen und Junioren problemlos gehandhabt werden.